# Grabow (Stubendorf)
Grabow, polnisch Grabów ist ein Ort in der Landgemeinde Stubendorf (Izbicko) im Powiat Strzelecki der Woiwodschaft Opole in Polen.

## Geographie
Grabow liegt ca. 19 km von Strzelce Opolskie (Groß Strehlitz) entfernt.

## Geschichte
1855 hatte Grabow 101 und 1861 113 Einwohner.
Bei der Volksabstimmung am 20. März 1921 stimmten 19 Wahlberechtigte für einen Verbleib bei Deutschland und 43 für Polen. Grabow verblieb beim Deutschen Reich. 1936 wurde es in Weißbuchen umbenannt. Bis 1945 befand sich der Ort im Landkreis Groß Strehlitz.
1945 kam der bisher deutsche Ort unter polnische Verwaltung und wurde in Grabów umbenannt und der Woiwodschaft Schlesien angeschlossen und 1950 in die Woiwodschaft Opole umgegliedert. Seit 1999 gehört es zum Powiat Strzelecki.
Am 6. März 2006 wurde in der Gemeinde Stubendorf, zu der Grabow gehört, Deutsch als zweite Amtssprache eingeführt. Am 20. Mai 2008 erhielt der Ort zusätzlich den amtlichen deutschen Ortsnamen Grabow. Im Dezember 2008 wurden zweisprachige Ortsschilder aufgestellt.